# Victor Le Fanu
Pas d'image ? Cliquez ici

a Compétitions nationales et continentales officielles uniquement.

b Matchs officiels uniquement.
Victor Charles Le Fanu né le 14 octobre 1865 à Dublin et décédé le 9 août 1939 à Bray, est un joueur de rugby à XV irlandais, évoluant au poste de troisième ligne aile ou de demi de mêlée avec l'équipe nationale et les clubs de Cambridge University RUFC et de Lansdowne RFC. Son père est William Le Fanu, frère de Sheridan Le Fanu. Il fait ses études au Trinity College à Cambridge.

## Biographie
Victor Le Fanu dispute son premier match international le 6 février 1886 contre l'équipe d'Angleterre et son dernier le 5 mars 1892 contre le pays de Galles. Il joue onze matches lors de sept tournois et en club avec le Cambridge University RUFC puis le Lansdowne RFC.

## Statistiques en équipe nationale
- Onze sélections pour l'équipe d'Irlande.
- Ventilation par année : 2 en 1886, 2 en 1887, 1 en 1888, 1 en 1889, 1 en 1890, 1 en 1891, 3 en 1892.
- Participations à sept tournois britanniques en 1886, 1887, 1888, 1889, 1890, 1891, 1892.